# كول تورنر
كول تورنر (بالإنجليزية: Cole Turner)‏ هو لاعب كرة قدم أمريكي في مركز الوسط، ولد في 7 يوليو 2001 في Churchville, Maryland ‏ في الولايات المتحدة. لعب مع بثلهام ستييل وفيلادلفيا يونيون.

## وصلات خارجية
- كول تورنر على موقع الدوري الأمريكي (الإنجليزية)
- كول تورنر على موقع قاعدة بيانات كرة القدم.إي يو (الإنجليزية)
- كول تورنر على موقع Soccerway.com (الإنجليزية)